# Фолькман, Йоханнес
Йоханнес Бенедикт Фолькман (нем. Johannes Benedikt Volkmann; род. 11 декабря 1996, Кёльн, Германия) — немецкий политик из Христианско-демократического союза (ХДС). Депутат Бундестага с 2025 года.

## Биография

### Ранние годы
Йоханнес родился 11 декабря 1996 года, в семье предпринимателя Вальтера Коля (род. 1963) и его первой супруги Кристины Фолькман (род. 1960). Он является внуком федерального канцлера Германии Гельмута Коля (1930—2017). Изначально он носил фамилию Фолькман-Коль, однако после развода родителей, ему дали фамилию матери. 
Он провёл своё детство в Ланау, и в 2014 году окончил гимназию Ландграфа Людвига в Гисене. Будучи школьником, он выиграл национальную премию на Конкурсе федерального президента по истории, специальную государственную премию на конкурсе «Молодежный форум», а также стал победителем штата на конкурсе «Молодежный дебатер». 
С 2014 по 2018 год, Йоханнес изучал экономику, политологию и социологию в Университете Цепеллина во Фридрихсхафене. Там он принимал активное участие в работе различных университетских политических комитетов, в том числе в качестве студенческого сенатора. После этого, он обучался за рубежом в Университете Тунцзи, в Шанхае, в Пекинском университете, в Белорусском государственном университете, в Минске и Иркутском национальном техническом исследовательском университете. В 2020 году он получил степень магистра по современному Китаю в Оксфордском университете.
С 2020 по 2024 год, Фолькман работал офисным менеджером депутата Европарламента от ХДС и председателя Комитета по конституционным вопросам Свена Симона. Там он работал в области конституционной и торговой политики, а также участвовал в подготовке отчетов по предложениям по реформированию Лиссабонского договора, Европейского избирательного закона и соглашения ЕС- МЕРКОСУР.

### Политическая карьера
В возрасте 12 лет, он принял активное участие в работе Студенческого союза Гессена, где он дослужился до должности заместителя председателя. В 2012 году он вступил в местное отделение ХДС, в округе Лан-Дилль и занимал несколько должностей в Молодежном союзе и RCDS. На местных выборах в Гессене в марте 2021 года, он был избран в окружной совет округа Лан-Дилль и являлся его председателем с мая того же года.
На выборах в Европарламент 2019 года и парламентских выборах в Германии 2021 года, он баллотировался в качестве кандидата от ХДС по списку земли Гессен.
После вторжения России на Украину в 2022 году, он осудил действия России и занимался доставкой муниципальной помощи украинским беженцам. Он организовывал митинги солидарности с Украиной в Вецларе.
В феврале 2024 года, он был избран председателем окружного отделения ХДС Лан-Дилль, сменив Ханса-Юргена Ирмера. На федеральной партийной конференции ХДС в мае 2024 года, он также был избран самым молодым членом, в федерального исполнительный совет ХДС. С 2022 года он также является членом исполнительного комитета ХДС Гессена.
На парламентских выборах 2025 года, Фолькман баллотировался в Бундестаг, от округа Лан-Дилль. Он был избран в 21-й Бундестаг Германии, набрав 34,3 процента голосов. 
Йоханнес вошел в список 30 моложе 30 лет 2024 года по версии Die Zeit, а также  и в список 40 лучших моложе 40 лет, по версии журнала Capital Magazine. Помимо прочего, он является членом Германо-израильского общества и членом федерального совета Панъевропейского союза.